# Stephanie Schubert
Stephanie Schubert (* 3. September 1977 in Bottrop) ist eine ehemalige deutsche Fußballspielerin.

## Karriere
Die 165 cm große Abwehrspielerin Schubert gehörte von 1999 bis 2001 zunächst dem FCR Duisburg 55 an, und von 2001 bis 2003 dem FCR 2001 Duisburg, wie sich der Verein seit der Eigenständigkeit am 8. Juni 2001 nannte.
Während ihrer Vereinszugehörigkeit – ihr Bundesliga-Debüt gab sie am 29. August 1999 (1. Spieltag) beim 10:0-Sieg im Heimspiel gegen den FSV Frankfurt – gewann sie am Ende ihrer Premierensaison in der Bundesliga die Deutsche Meisterschaft. Die drei folgenden Saisons schloss sie mit ihrem Verein jeweils als Drittplatzierter ab. Insgesamt bestritt sie 70 Punktspiele, in denen sie ohne Torerfolg blieb. Im Wettbewerb um den nationalen Vereinspokal erreichte sie mit ihrer Mannschaft das Finale, das am 31. Mai 2003 im Olympiastadion Berlin vor 30.000 Zuschauern durch das Eigentor von Martina Voss in der 89. Minute zugunsten des 1. FFC Frankfurt entschieden wurde. 
Die Saison 2003/04 in der zweitklassigen Regionalliga West spielend, qualifizierte sich ihr Verein für die Aufstiegsrunde zur Bundesliga 2004/05, die erfolgreich abgeschlossen werden konnte. Bis zum Saisonende 2006/07 bestritt sie 61 Punktspiele, in denen sie ohne Torerfolg blieb. Im DFB-Pokal-Wettbewerb kam ihre Mannschaft 2006/07 am weitesten; das Aus erfolgte erst im Halbfinale bei der 1:5-Niederlage n. V. gegen den FCR 2001 Duisburg.

## Erfolge
- Deutscher Meister 2000
- DFB-Pokal-Finalist 2003
- Meister Regionalliga West 2004